# Odontophorus columbianus
La quaglia boschereccia del Venezuela (Odontophorus columbianus Gould, 1850), è un uccello della famiglia Odontophoridae diffuso esclusivamente in Venezuela.